# Marsella
Marsella è un comune della Colombia facente parte del dipartimento di Risaralda.
L'abitato venne fondato da un gruppo di coloni nel 1860, mentre l'istituzione del comune è del 1925.